# Jörg Aufenanger
Jörg Aufenanger (* 16. Dezember 1945 in Wuppertal) ist ein deutscher Schriftsteller und Regisseur.

## Leben
Jörg Aufenanger wuchs in Wuppertal und Dortmund auf, nach dem humanistischen Abitur absolvierte er ein Studium der Philosophie, Literatur und Theatergeschichte in Berlin (Freie Universität) und Paris (Sorbonne). Ab 1969 war er bis Ende der 70er Jahre Theaterregisseur und Schauspieler an Pariser Theatern, danach an verschiedenen deutschen Theatern, zuletzt am Berliner Ensemble und am Teatro Vascello in Rom. Zudem produzierte er diverse Hörspiele, Radio- und TV-Features und Filme. Seit Mitte der achtziger Jahre ist er auch als Schriftsteller tätig, mit Essays, Biographien, Romanen und Erzählungen. Zusammen mit Isabelle Azoulay war er im Mai 2006 Gründer der Berliner Künstlergruppe ImWestenWasNeues. Jörg Aufenanger lebt in Berlin.

## Werke
- Eine Tanzwut. Essays (zusammen mit Judith Kuckart). S. Fischer, Frankfurt am Main 1983, ISBN 3-596-22364-4
- Philosophie. Bertelsmann, München und Gütersloh 1984, ISBN 3-570-03294-9
- Hier war Goethe nicht – biographische Einzelheiten zu Goethes Abwesenheit Kowalke, Berlin 1999, ISBN 3-932191-10-2, Taschenbuchausgabe: dtv, München 2002, ISBN 3-423-20497-4
- Das Lachen der Verzweiflung. Grabbe. Ein Leben. S. Fischer, Frankfurt am Main 2001, ISBN 3-10-000120-6, Taschenbuchausgabe: Fischer, Frankfurt am Main 2004, ISBN 3-596-15238-0
- Friedrich Schiller. Biographie. Artemis & Winkler, Düsseldorf 2004, ISBN 3-538-07190-X  (auch in der Focus Edition 2006)
- Schiller und die zwei Schwestern. dtv, München 2004, ISBN 3-423-24446-1
- Heinrich Heine in Paris. dtv, München 2005, ISBN 3-423-24518-2
- Silbermanns Reise um die Welt in neunzig Jahren. Roman eines Lebens. Parthas, Berlin 2007, ISBN 3-86601-040-0
- Richard Wagner und Mathilde Wesendonck. Eine Künstlerliebe. Artemis & Winkler, Düsseldorf  2007, ISBN 978-3-491-35010-6
- Vierzig Tage im Leben des Heinrich von Kleist. Essay. Transit, Berlin 2010, ISBN 978-3-88747-249-8
- Bin ich nun ein Trümmerkind… Erinnerungen an eine Nachkriegskindheit. Autobiographie. Nordpark, Wuppertal 2012, ISBN 978-3-935421-83-6
- Bin ich nun ein Wirtschaftswunderkind...- Augenblicke aus der Wunderzeit. Nordpark, Wuppertal 2014, ISBN 978-3-943940-02-2.
- John Höxter. Poet, Maler und Schnorrer der Berliner Bohème, Quintus, Berlin 2016, ISBN 978-3-945256-75-6
- Else Lasker-Schüler in Berlin, Bebra, Berlin 2019, ISBN 978-3-89809-161-9

In Sammelbänden Essays u. a. zu Gottfried Benn, Günter Anders, Armin T. Wegner, Johannes R. Becher, Antonin Artaud, Herwarth Walden, Lutz Brandt, Heinrich von Kleist, Franz Kafka, Einar Schleef. Ferner diverse Erzählungen und Gedichte in Anthologien.
Ausgewählte Veröffentlichungen in Zeitungen und Zeitschriften:
- Grabbe und das Theater der Grausamkeit, Frankfurter Rundschau, 1. Dezember 2001
- Zu stark für weibliche Nerven, FAZ, 15. Dezember 2001
- Der Familienskandal, in: Gegenworte – Zeitschrift der Akademie der Wissenschaften, Berlin, 20/2013
- Abende von Berlin - Feuilletons in "Musenblaetter.de" 2011-14
- Adamov oder der Blick ins Nichts, in: Sinn und Form, Zeitschrift der Akademie der Künste, Berlin, 6/2018
- Französische Künstler in deutschen Kriegsgefangenenlagern, in: Sinn und Form, Zeitschrift der Akademie der Künste, Berlin, 2/2020